# Alberto Elli
Alberto Elli est un ancien coureur cycliste italien, né le 9 mars 1964 à Giussano, dans la province de Milan en Lombardie. 

## Biographie
Alberto Elli devient professionnel en 1987 et le reste jusqu'en 2002. Il remporte 18 victoires au cours de sa carrière. Bon grimpeur, il termina deuxième de l'étape du Ventoux en 1994, derrière son compatriote Eros Poli. Il termina septième du Tour cette année-là. Il réalisa également un bon Tour en 1997, promu au poste de leader de l'équipe Casino, accompagnant les plus grands dans les cols.
Au mois de juin 2000 il participe notamment au Tour de Suisse. Lors de la première étape disputée à Uster sous la forme d'un contre-la-montre par équipes, la Deutsche Telekom réalise le meilleur temps et remporte cette première étape, permettant à son coéquipier Steffen Wesemann de prendre le maillot jaune de leader du classement général. 
À 36 ans, lors du Tour de France 2000, il porta pour la seule fois de sa carrière le maillot jaune et devient le coureur de l'après-guerre le plus âgé à porter ce maillot.
Après le blitz du Giro 2001, durant lequel la police italienne a perquisitionné les logements d'une vingtaine d'équipes participant au Giro, Alberto Elli est condamné à six mois de prison avec sursis et 12 000 euros d'amende pour infraction à la loi antidopage.
Il a été manager de l'équipe japonaise Nippo avant de rejoindre en 2015 celle de Idea 2010 ASD.

## Palmarès

### Palmarès amateur
- 1982
  - Trofeo Buffoni
  - 2e des Tre Ciclistica Bresciana
- 1983
  - Turin-Valtournenche
  - Prologue du Tour de la Vallée d'Aoste (contre-la-montre par équipes)
- 1985
  - Tour d'Émilie amateurs
- 1986
  - Tour de Lombardie amateurs

### Palmarès professionnel
- 1987
  - 2e de la Coppa Agostoni
  - 2e du championnat d'Italie sur route
- 1989
  - 3e étape du Tour d'Italie (contre-la-montre par équipes)
- 1990
  - 3e du Tour du Haut-Var
  - 3e du Tour de la province de Reggio de Calabre
- 1991
  - 2e étape du Tour de France (contre-la-montre par équipes)
- 1992
  - 3e étape de Paris-Nice (contre-la-montre par équipes)
  - Hofbrau Cup :
    - Classement général
    - 2e étape

  - 4e étape du Tour de Luxembourg
  - Trofeo dello Scalatore :
    - Classement général
    - 1re épreuve

  - 2e du Tour de Vénétie
  - 3e de la Coppa Bernocchi
- 1993
  - Trophée Matteotti
  - Milan-Vignola
  - 3e épreuve du Trofeo dello Scalatore
  - 2e du Hegiberg-Rundfahrt
  - 2e du Trofeo dello Scalatore
  - 8e du Grand Prix de Zurich
- 1994
  - 6e étape de la Semaine internationale Coppi et Bartali
  - 3e étape du Tour de France (contre-la-montre par équipes)
  - Boland Bank Tour :
    - Classement général
    - Prologue

  - 7e du Tour de France
  - 10e de Liège-Bastogne-Liège
- 1995
  - 1re et 3e étapes de la Bicyclette basque
  - Critérium des Abruzzes
  - 3e de la Leeds International Classic
  - 3e du Tour de Toscane
  - 6e de l'Amstel Gold Race
- 1996
  - 4ea étape de la Bicyclette basque
  - Tour de Luxembourg :
    - Classement général
    - 1re étape

  - Grand Prix de la ville de Camaiore
  - 2e du Trophée Matteotti
  - 2e de la Coppa Agostoni
  - 6e du Tour de Suisse
  - 6e de la Classique de Saint-Sébastien
- 1997
  - Classement général du Grand Prix du Midi libre
  - 2e de Milan-San Remo
  - 2e du Tour de Luxembourg
  - 3e du Tour de Langkawi
  - 8e du Grand Prix de Suisse
  - 9e de la Coupe du monde
  - 10e de la Rochester International Classic
- 1998
  - Tour de Murcie : 
    - Classement général
    - 3e et 5e (contre-la-montre) étapes

  - 4e étape du Tour du Pays basque
  - 2e de l'Étoile de Bessèges
  - 2e de la Coppa Bernocchi
  - 3e de la Flèche wallonne
  - 3e du championnat d'Italie sur route
  - 9e de l'Amstel Gold Race
  - 10e de Milan-San Remo
- 1999
  - 2e du Tour de Castille-et-León
  - 2e de la Coppa Agostoni
  - 3e du championnat d'Italie sur route
  - 3e du Mémorial Josef Voegeli
- 2000
  - 1re étape du Rapport Toer
  - Grand Prix de Wallonie
  - Classement général du Tour de Luxembourg
  - 1re étape du Tour de Suisse (contre-la-montre par équipes)
  - 2e du Rapport Toer
  - 3e du Mémorial Fabio Casartelli
- 2001
  - 2e du Grand Prix du canton d'Argovie

### Résultats sur les grands tours

#### Tour de France
11 participations
- 1990 : 72e
- 1991 : 91e, vainqueur de la 2e étape (contre-la-montre par équipes)
- 1992 : 28e
- 1993 : 17e
- 1994 : 7e, vainqueur de la 3e étape (contre-la-montre par équipes)
- 1995 : 33e
- 1996 : 15e
- 1997 : 30e
- 1998 : 29e
- 1999 : 17e
- 2000 : 84e,  maillot jaune pendant 4 étapes

#### Tour d'Italie
5 participations
- 1987 : 36e
- 1988 : 86e
- 1989 : abandon (20e étape), vainqueur de la 3e étape (contre-la-montre par équipes)
- 1995 : 30e
- 2001 : 54e

#### Tour d'Espagne
1 participation
- 2001 : 39e